# OmniCompete
OmniCompete és una empresa que s'encarrega de dissenyar i implementar concursos d'innovació en matèria de seguritat. Als concursos pot presentar-se qualsevol independentment del país d'on siga o ho visca. Inicialment s'anomenava Global Security Challenge. Fou fundada el 2005 per Simon Schneider i Janeen Chupa-Brimacombe incubada a la London Business School. El 2011 organitzaren el concurs OmniCompete Health Pitch Battlefield. El 2012 fou adquirida per InnoCentive, convertint-se Simon Schneider (d'InnoCentive) en vicepresident de OmniCompete. La seua seu es localitza a Londres.